# La hora pico
La hora pico fue un programa de televisión mexicano de comedia sketch para Televisa, producida por Carla Estrada y Reynaldo López, que formó parte de la barra cómica de las 22:00 del Canal de las Estrellas. Cuenta con 4 temporadas y un total de 307 capítulos. Se transmitió a partir de septiembre de 2000 y finalizó en septiembre de 2007. 
Protagonizada por Consuelo Duval, Miguel Galván, Adrián Uribe y Lorena de la Garza, con las actuaciones estelares de Gustavo Munguía, Reynaldo Rossano, Javier Carranza "El Costeño", Ariel Manzano y Ricardo Hill, además con la presentación de Andrés García y Jaime Camil como los anfitriones.
También participaron varias modelos: en inicios de la serie participaron las modelos Jazmín, Ivonne y Sabelle. En abril de 2001, Jazmín fue sustituida por Marian, quien quedó de modelo desde abril de 2001 hasta la última emisión en septiembre de 2007. Después, a inicios de 2002, el programa decidió sustituir a Sabelle con Sabrina. A partir de ahí, Ivonne, Marian y Sabrina quedaron como modelos desde inicios de 2002 a inicios de 2005, ya que en enero de 2005, Sabrina tenía que salir del país, por lo cual solo quedaron de modelos Ivonne y Marian desde enero hasta mayo de 2005, ya que en junio se encontró otra modelo para ocupar el lugar de Sabrina, quien fue Paola. Ya de ahí Ivonne, Marian y Paola quedaron de modelos hasta la última emisión en septiembre de 2007. 
A partir de 2001, el programa dejó de tener un anfitrión, sustituyéndolo por invitados estelares en cada emisión, entre los cuales podemos mencionar a Victoria Ruffo, Adalberto Martínez "Resortes", Silvia Pinal, María Elena Velasco "La India María", Tatiana, Lucía Méndez, Héctor Suárez, María Victoria, Eugenio Derbez, Manuel Ojeda, Erika Buenfil, Manuel "El Loco" Valdés, Lupita D'Alessio, Jorge Ortiz de Pinedo, Luz Elena González, Maribel Guardia, entre muchas otras grandes estrellas del mundo del C]cine, la televisión y el deporte de México. Archivado el 9 de marzo de 2017 en Wayback Machine.
Originalmente se transmitió por el Canal de las Estrellas los jueves, sustituyendo al programa Picardía mexicana como parte de la barra de comedia de Televisa. Durante el tiempo que estuvo al aire, sufrió varios cambios de horarios: En un principio se transmitió a las 10:00 p. m., después a las 11:00 p. m. En el 2002, cuando se estrenó la barra de unitarios titulada "Nos vemos a las 10" regresaron a las 10:00 p. m. siendo el único programa que permaneció en esa barra de 2002 hasta 2006. Ese mismo año empezó a transmitirse los sábados cerca de las 7:00 p. m. Finalmente en 2007, se transmite los viernes en la noche a las 8:00 p. m.
La Hora Pico estuvo formada por una serie de sketches y gags de diferentes tipos de humorismo: humor negro, urbano, blanco, doble sentido y albur. Los sketches eran preparados especialmente y de acuerdo a las características de cada uno de los invitados, sin ridiculizar, ofender o hacer mofa de su persona. Únicamente se proponían situaciones cómicas en las cuales el público disfrutaba a su estrella en una faceta más de su carrera.
Todos estos elementos daban por resultado un programa de entretenimiento y humorismo sano para toda la familia. La Hora Pico abordaba temas de interés universal y de la actualidad.

## Sketches del programa

### Notipico
Originalmente, Ricardo Hill parodia a Joaquín López-Dóriga poniéndole al personaje como "Joaquín Loquenos Diga" y más adelante "El Ticher". En este sketch, se parodia al noticiero presentado por López-Dóriga. También, Consuelo Duval aparecía en el sketch parodiando a Adela Micha, a la cual le pusieron el nombre de "Damela Micha".

### Zona muerta
Es casi una parodia de programas como Zona Abierta y/o Tercer Grado; el sketch se basa en el debate de ciertos temas entre distintas personalidades (interpretadas a modo de parodia por el elenco principal del programa). 
- Jorge Mercadillo interpreta a Héctor Amilarga Mean, el moderador y presentador del programa

### Las Madres
Este sketch tiene 2 distintas presentaciones:
1. Las Madres hablan en el patio del convento sobre distintas situaciones (generalmente con doble sentido), las cuales terminan sorprendiendo o abrumando a una o a ambas monjas, quienes terminan el sketch con la frase "Ángeles y serafines, mejor vámonos en patines"; el sketch es de corta duración y era común que apareciera al inicio de algún episodio.
2. La estrella invitada llega al convento para participar en las actividades del lugar y así ayudar a las Madres, pero siempre ocurre algún inconveniente que pone en desventaja a la persona invitada, a las Madres o a algún otro miembro del convento.

- Miguel Galván interpreta a La Madre Sota
- Adrián Uribe interpreta a La Madre Hada
- Reynaldo Rossano interpreta a La Madre Cita (personaje recurrente en el sketch)

### Sisi
Sisi es una mujer burócrata déspota y bizca, aparte de ser muy corrupta, le gusta decir 'Sí' al finalizar cada frase cualquiera, intenta salirse con la suya pero al final termina mal quejándose como: Yo los estoy atendiendo con amabilidad y sobre todo con respeto, SÍ, y ven cómo lo tratan SÍ, por eso somos así, SÍ. Sus frases más conocidas son "Ay mamá... Dorita" y "Que quiere si, que le haga mole, que le traiga mariachi o que ¿si?".
El sketch tiene 2 distintas presentaciones:
1. Sisi atiende en los permisos de licencias, pero su actitud lenta y corrupta hace que la gente se moleste.
2. Sisi trabaja en una oficina y en cada sketch llega un nuevo jefe o entra un nuevo compañero (en este caso el nuevo jefe o nuevo compañero es el invitado especial).

- Consuelo Duval interpreta a Sisi
- Lorena de la Garza interpreta a Dorita
- Miguel Galván interpreta a Pastrana
- Reynaldo Rossano interpreta a Guliver ("no le gusta que le digan así")

### Carmelo y Paul Yester
El sketch tiene distintas presentaciones:
1. De meseros. Originalmente, Carmelo molesta a su cliente intencionalmente (es decir, el invitado). Al aparecer, Carmelo canta: "Hola soy Carmelo de todos los meseros el primero, mero, mero oh oh oh" frente al invitado, al identificar al cliente, él dice "¡ay no yo a usted lo conozco!" y conforme avanza el sketch, Carmelo incomoda a la estrella y además se molesta con esta, por lo que él dice "voy a quitar tu poster y lo cambiare por uno más grande fijate" (o también menciona que lo cambiara por otro de algún artista relacionado al invitado); el Capitán se disculpa por lo ocurrido y llama a Paul, quien siempre dice su famosa frase "No soy niña", ya que por su personalidad se le confunde con una mujer, y también dice "Yo le quiero ofrecer una disculpa a nombre de todos los meseros del mundo", aunque esto cambia dependiendo la situación. Aparentemente los meseros Carmelo y Paul así como el Capitán Delgadillo son gais ya que en algunos sketches el capitán dice no vamos al cuartito y los meseros dicen si y se van emocionados.
2. De sastres. Aparentemente tienen otro oficio aparte de ser meseros, según son sastres y diseñan la ropa.
3. De bailarines / presentadores de programas. Carmelo y Paul van a audicionar con la estrella invitada (ocasionalmente acompañada de Consuelo Duval) para ser parte de sus shows o de sus programas, pero sus presentaciones dejan mucho que desear.

Reparto
- Adrián Uribe interpreta a Carmelo
- Gustavo Munguía interpreta a Paul Yester
- Miguel Galván interpreta al Capitán Delgadillo

### Los Abuelitos
Originalmente, aparecen Consuelo Duval como "Clara" y Lorena de la Garza como "Ema", en lo cual, platican y se van disgustando. Originalmente, estos personajes viven en una casa del abuelo llamada el "Asilo Veré" con otros abuelitos interpretados por los actores del programa.

### Super Pico
La Cajera del Super Pico se queda platicando con sus clientes y los malinterpreta para terminar diciendo "Departamento de librería favor de traer un libro de chistes buenos" pero al final los clientes se van enojados diciendo que jamás volverán.
- Consuelo Duval interpreta a La Cajera del Super Pico

### Dra. Kelly Willis
Es una especialista que curiosamente cura a sus pacientes sin que les recete algún medicamento, otro ejemplo, es que a veces se distrae.
- Consuelo Duval interpreta a La Dra. Kelly Willis

### La Celostina
Lorena interpreta a Celestina Domínguez, una mujer de carácter inocente y bondadoso, quien, por lo general, se ve involucrada en una cita con la estrella invitada. En un punto, ocurre algún malentendido (por lo general se trata de la estrella invitada hablando de manera amable con Aida las Nais, interpretada por Miguel Galván), que provoca el enojo de Celestina, transformándose en la Celostina (interpretada por Adrián Uribe), una mujer con rasgos masculinos, y de carácter impulsivo y agresivo, que demuestra agrediendo verbalmente a su pareja con términos como perro teibolero, además de arremeter contra los presentes, pedir constantemente que acaben con su vida y provocarse daño físico a sí misma, con actos como morderse el busto o golpearse la cabeza contra las paredes, mesas o cualquier objeto contundente cercano. Todo aquel espectáculo termina cuando Celostina se ve noqueada por golpes propios o ajenos, o alguien le tira agua en la cara, cosa que la hace regresar a la normalidad, totalmente inconsciente de lo que acaba de ocurrir, y disculpándose por lo ocurrido. Segundos después, aparece alguna mujer que llama la atención de la estrella (alguna de las modelos del programa), lo que provoca nuevamente los celos de Celestina, terminando el sketch con la voz en off de Gustavo Munguía, quien dice: Miles de Celostinas andan sueltas. Usted, ¿No tendrá una en casa?
- Lorena de la Garza y Adrian Uribe interpretan a la Celostina

### Salón de Belleza
En cada historia, La Doña va al salón de belleza y aparentemente es amiga de Boatriz la estilista, pero siempre se la pasan bromeando chistes con dos sentidos. Boatriz atiende a La Doña con el tratamiento estético que esta solicitó, pero por descuido de Boatriz, dichos tratamientos siempre resultan mal.
- Lorena de la Garza interpreta a La Doña
- Consuelo Duval interpreta a Boatriz

### Emergencias del Dr. Damesio John
Este Doctor no es muy bueno que digamos, es un poco descuidado y morboso.
- Adrián Uribe interpreta al Dr. Damesio John
- Lorena de la Garza interpreta a La Enfermera

### El Capitán Albures
Un reportero de clima que predice el estado del tiempo en el país de una forma muy peculiar.
- Miguel Galván interpreta al Capitán Albures

### Las Nacas
Estas 2 nacas tienen las aventuras más locas de suerte, como cuando son diseñadoras, costureras y recogen una herencia falsa, según algunas aventuras son con la indispensable compañía del novio de Nacaranda, El Vítor. En sus primeras apariciones se escuchaba el tema "La sirenita" de Rigo Tovar, tiempo después se creó un tema interpretado por Consuelo Duval y Lorena De la Garza. Algunos sketches son especiales, como:
1. Las Nacas en Acapulco
2. Las Nacas en Cancún
3. Los 15 Años de Nacasia
4. La Nacacienta
5. Cantando Por Un Ñero (Versión naca de Cantando por un Sueño)
6. La Boda de la Nacaranda y El Vítor
7. Nacanieves Y Sus 7 Nacos
8. La Nacaranda es famosa
9. El Molusco y La Chupitos se casan

Cuyas características en todos los sketchs son: Los Nacos viven en Nacotitlán, su verdura comestible son las espi-nacas y su playa favorita para vacacionar es "Nacapulco".
- Consuelo Duval interpreta a Nacaranda
- Lorena de la Garza interpreta a Nacasia
- Adrián Uribe interpreta a El Vitor
- Reynaldo Rossano interpreta a Nacolás
- Gustavo Munguía interpreta a Molusco
- Miguel Galván interpreta a Extremo
- Javier Carranza "El Costeño" interpreta a Nacosteño
- Ariel Manzano interpreta a El Traca-Traca y Tinaco

### El General Mazacote
Este personaje suele venir a una cantina pidiendo su bebida favorita (el Mazacote Special) a un cantinero (interpretado por Adrián Uribe), en lo cual varias personas (invitados en el programa) lo buscan en la cantina para pedir un duelo contra él, ya que presume ser "el mejor".
- Miguel Galván como "El General Mazacote"

### Los Wácara Restaurantes
Los Wácara restaurantes es un "wácara" restaurante de comida rápida, en el cual la gerente (Consuelo Duval) les dice el menú a los clientes que piden la orden, que en la mayoría de los casos son Miguel Galván y el invitado especial, pero como la gerente siempre habla muy rápido y usa el término wácara, los clientes nunca entienden y piden una orden al azar. Después de eso pasa mucho tiempo (siempre cerca de 2 horas) se desesperan y van con la gerente a reclamarle que les dé su orden, pero al final siempre les dan una orden errónea y los clientes terminan por irse diciendo que irán a otro restaurante mejor a ese.

### Super pollero: Cruz A. Ríos
Este pollero presume de ser el mejor. El sketch tiene 2 presentaciones:
- Generalmente, el invitado especial interpreta a alguna persona que busca cruzar la frontera hacia Estados Unidos y hace tratos con Cruz A. Ríos, quién aplica métodos poco ortodoxos para cumplir su cometido, aunque estos no resultan; en ocasiones, se muestra que Cruz es un tanto estafador.
- Cruz A. Ríos muestra su faceta como una especie de súper héroe, al convertirse en el "Super Pollero", con el fin de defender a los indocumentados.

Sus frases más utilizadas son: "Ese men" y "Bato loco" o suele salir cantando "¡Quien es el mejor pollero, po' yo, po' yo!".
- Miguel Galván interpreta a Cruz A. Ríos

### "Los Infames del Norte"
Es un supuesto grupo musical cuyos integrantes dicen tener varios éxitos, por lo cual, van a recomendarse con varios artistas (ciertos invitados especiales) para que participen en sus conciertos, pero desafortunadamente les va mal. A lo largo del programa, se nos muestra que el grupo fue cambiando de nombre, adoptando otros nombres como La Banda del Reflujo, el grupo Pozole o el trío Los Sanchos
- Adrián Uribe interpreta a "Cerapio" (acordeón)
- Miguel Galván interpreta a "Chuy" (tarola)
- Gustavo Munguía interpreta al "Chato" (guitarra)
- Reynaldo Rossano interpreta al "Chiquilín" (violonchelo)

### La Escuelita
Es su versión del sketch "La escuelita", clásico de programas de comedia mexicanos como El Chavo del 8 y de La carabina de Ambrosio, donde adultos interpretan personajes infantiles en situaciones escolares. Los alumnos de "La escuelita" de La hora pico usan el uniforme de la telenovela Vivan los niños a partir de que tienen como invitada a Andrea Legarreta, quien protagonizó dicha telenovela. Se destaca el famoso personaje que se llama "Angelito", interpretado por Miguel Galván.
Algunos personajes como profesores
- Ricardo Hill parodiando a Joaquín López-Dóriga, al cual, lo consideran como "El Ticher"
- Consuelo Duval participando de forma recurrente como la Miss Coac
- Ernesto Laguardia
- Andrea Legarreta como la Maestra Lupita

El sketch duró de 2003 a 2005

### Los agentes de tránsito (ATM: A toda mordida)
Policías que siempre estafan por cualquier cosa. Poncho Aurelio siempre menciona la frase "Póngase la del Puebla" (en referencia a que la camiseta del Puebla lleva una franja cruzada en diagonal, significándo "móchese") o "mejor deme una Sor Juana" (en referencia a que el billete de 200 pesos tenía la imagen de Sor Juana Inés de la Cruz). 
Lo anterior se debe a que a veces van a multar a un conductor (el invitado) pero Poncho Aurelio siempre pide que lo soborne para poder evitarle la multa, cosa que al oficial Llantana no le parece correcto. El título del sketch es una parodia de la película A.T.M. A toda máquina!, protagonizada por Pedro Infante y Luis Aguilar, además en la apertura se escucha el tema "Yo no fui", grabado también por Infante.
- Adrián Uribe interpreta a Poncho Aurelio
- Miguel Galvan interpreta al Oficial Llantana

### Crónicas de la Justicia (Crónicas Policíacas)
Dos comandantes escriben las reseñas de sus fallidas misiones, pero originalmente eran criminales. Su jefe siempre les reclama por su mal trabajo. En todos sus sketches se escucha el corrido "Jefe de jefes" de Los Tigres del Norte.
Siempre que van a arrestar a alguien abusan de su poder para golpear, y en la comisaría siempre le sacan la información a golpes.
- Miguel Galván interpreta al Comandante Godínez
- Adrián Uribe interpreta al Comandante Pérez

### Vídeo Interactivo
Es una parodia de la cadena de tiendas de renta y ventas de películas Blockbuster, debido a que presenta similitudes con el uniforme de los empleados y la membresía Socio Distinguido, al momento que el invitado busca una buena película para él y la cajera les ofrece uno en formato interactivo, al ver la película ellos están en ella y siempre termina en algo malo.
- Lorena de la Garza interpreta a La Cajera del Videoclub

### La Ojera
Es una parodia del programa La Oreja.
- Adrián Uribe interpreta a Pepinillo Origel (parodiando a Juan José Origel apodado como "El Pepillo")
- Miguel Galván interpreta a Verito Gallando (parodiando a Verónica Gallardo)
- Lorena de la Garza interpreta a Flor de Calabaza (Parodiando a Flor Rubio)
- Consuelo Duval interpreta a La Secre-Thalía (parodiando a "Tere la Secretaria")

### Los Payasos Agüita y Bombocha y El Niño Paul Yester
Dos payasos pero con un show aburrido. Pero realmente son dos ladrones disfrazados, que usualmente fracasan tanto en su oficio de rateros cómo en el de payasos siendo que sus golpes y chistes nunca resultan exitosos.
- Adrián Uribe interpreta a Agüita
- Miguel Galván interpreta a Bombocha
- Gustavo Munguía interpreta al  Niño Paul Yester

### La Hora de América
Es una parodia del programa Laura en América y Laura Sin Censura. Algunos de sus casos son:
- La vida es puro cuento
- Me extraña que siendo araña mi esposa no lleva la maña
- Mi marido me engaña por ser gordita
- Mi esposo es celoso, posesivo y enojón

Consuelo Duval interpreta a La Srita. Laura (parodiando a Laura Bozzo)

### El Verdugo Verrugo
Un verdugo que tortura a sus prisioneros (basado en el sketch clásico del show del Loco Valdés "Clemente el Verdugo").
- Miguel Galván interpreta al Verdugo Verrugo

### Encuentros Cercanos de Cualquier Tipo
Es una parodia a los programas conducidos por el periodista y ufólogo Jaime Maussan (como Los grandes misterios del Tercer Milenio). En cada sketch, llega un entrevistado (que en ocasiones es el invitado especial) con supuesta evidencia sobre la existencia de seres de otro planeta, la cual es presentada a Jaime Meussan (una parodia al ufólogo), pero conforme avanza el sketch, se hace notorio que dicha evidencia es falsa (ya sea por confusiones o por ser un engaño o estafa por parte del entrevistado), concluyendo Meussan el sketch con la conocida frase "...y nadie, hace nada". El título hace referencia a la película de 1977 "Encuentros Cercanos del Tercer Tipo".
- Ricardo Hill interpreta a Jaime Meussan

### Los Misterios del Milenio
El Sr. Vicente Nario resuelve casos de la vida cotidiana con incógnitas absurdas con finales divertidos como: ¿de dónde vienen los bebes?, ¿el Titanic se hundió por qué al capitán se le hacia agua la canoa? o ¿las moléculas las obtenemos del mole?. Al finalizar el sketch, su frase característica era "Así queda resuelto otro misterio del milenio, ¡Nieguemelo!".
- Miguel Galván interpreta al  Sr. Vicente Nario

### Los Desinfomerciales
Estas son parodias de infomerciales que sacan a la luz productos novedosos aunque un tanto cuanto cómicos como el "Manual de Guarreño", o "¡Yo me lo heché! ¿y que?", o que Adrián Uribe salga cantando "¡Usted me debe!, ¡Usted me debe!, ¡Usted me debe y me tiene que pagar!" entre otros productos. Comúnmente, los desinfomerciales son protagonizados por el invitado especial, salvo ciertas excepciones (como es el caso de "Risacaps", que fue protagonizado por la misma Consuelo Duval en el episodio en donde se celebra sus 20 años de trayectoria).
Algunos infomerciales
- Caperucita Hot Line
- Manual Para Ponerse De Acuerdo
- Colmillo Protector
- Telocambio.com
- Mensaelectric Marcaje Personal
- Academias Norvind (con Nailea Norvind)
- Pecatel
- Terapia Antipedagógica de La Chupitos
- Rey Llenitos
- Botas Pa' Los Charcos
- Aguja Magic
- Para Todo
- Productos de Ernesto Laguardia
- Rentaabue (con Ludwika Paleta)
- Cobradores Musicales (donde sale la famosa canción "Usted me debe"; con Luz Elena González)
- Bebé Viene (con Yadhira Carrillo)
- Lágrimas del Chantaje (con Susana González)
- ¡Yo me lo heché! ¿y qué? (con René Strickler)
- Manual de Guarreño (con Facundo)
- Salsa Picamosco (con Arturo Peniche)
- Agua Express
- Calendario Odalys (con Odalys García)
- Las Canciones que nunca compuso José Alfredo Jiménez
- Espíritu X-RT (con Laura Flores)
- Frases de corazón para dar el pésame y Chistes cafeteros (con Miguel Palmer)
- Español-Mujer, Mujer-Español; Suegra-Español Español-Suegra
- Productos con Suspenso (con Alfredo Adame)
- Camuflaje (con Sebastián Ligarde)
- Morfeo "El Amo de los Sueños" (con Sebastián Ligarde)
- Tía Pelucas (con Nora Salinas)
- Choyal Fombras (con Enrique "El Perro" Bermúdez)
- Cuchi-Cuchi (con Julio Bracho)
- Hormonas Rochón (con Enrique Rocha y la participación especial de Julio Bracho)
- Esmaltitos (con Yordi Rosado)
- Pañabue (con Andrea Legarreta)
- Sanote Antigases (con Mario Carballido)
- Tequilla 7 Pasos (con Juan José Ulloa)
- Mudanzas D'Alessio (con Lupita D'Alessio)
- Kit de Auxilio Vial (con Mercedes Moltó)
- Chachalacas (con Gilberto Gless)
- Café Calientito (con Raúl Araiza)
- Frijoles
- Detergente Piraña (con Roxana Castellanos)
- Relojes Serrano (con Irma Serrano "La Tigresa")
- Seguricard (con Fabiola Campomanes)
- Gargantillas Sensor VIP (con Cynthia Klitbo)
- Básculas Aladino (con Lilí Brillanti)
- Quesos España (con Eduardo España)
- Productos de Jorge Ortiz de Pinedo
- ¡Qué Cajeta! (con Jorge Kahwagi)
- Hojimusic (con Mauricio Herrera)
- Seguros RIP (con Luz Elena González)
- Curso de Actuación para Políticos y Empresarios Corruptos (con Ernesto Laguardia)
- Mi Hada (con Alfredo Adame)
- Big Brother KIT (con Isabel Madow)
- Chochitos (con Patricio Cabezut)
- Villanos 2 (con Nailea Norvind)
- Manual para Dejar de Crecer (con Omar Chaparro)
- Madame Surro (con Luis de Alba)
- Licuatronic (con Alicia Machado)
- Kit Vuelve a la Adolescencia (con Sebastián Rulli)
- Rober (con  Xavier López "Chabelo")
- Clínicas Tiziano Ferro (con Susana González)
- Tonopex (con Benito Castro)
- Instituto Amanda (con Amanda Miguel y Diego Verdaguer)
- Risacaps
- Ramira la Psíquica (con Armando Araiza)
- Manual de Manuel para hacerse el loco (con Manuel "El Loco" Valdés)
- Inglés sin muros (con Omar Chaparro)
- Family Inn (con Jorge "Coque" Muñiz)

### La Tartamuda
La Tartamuda es un preso que cuenta cómo fue a parar a la cárcel desde la puerta de un calabozo pero que al final el viento le aplasta la mano con los barrotes de la puerta.
- Miguel Galván interpreta a La Tartamuda

### El Carrito
Una pareja que conduce un Volkswagen Sedán (conocido en México como vocho) que al ir manejando por algún malentendido siempre dicen "Córtala", por tanto el auto se parte a la mitad.
- Consuelo Duval y Adrián Uribe interpretan a La pareja

## Personajes recurrentes
- Aída Las Nais
- Don Isaurio (interpretado por Eduardo Lugo)
- El Costeño
- Rodolfo Vélez "El Abuelo Atómico", quién a lo largo del programa interpretó distintos personajes (como uno de los esclavos del Verdugo Verrugo, Chochito el "cerillo" del Súper Pico o también el padre de Aída Las Nais); se caracterizaba por los gestos que realizaba y por sus frases ("Berreau" y "A Go Go")

## Sketches especiales
Hay veces que en los invitados forman parte de ciertos sketches con todos o con la gran mayoría de los personajes del programa, ya sea que aparezcan juntos (como Los Judiciales y Sisi en el episodio especial con María Victoria y  "El Tata" Arvizu) o separados (como Las Madres, que en dicho episodio salieron muy aparte de la participación del Tata).
Otro ejemplo es el sketch "Aventurera" (que contó con la participación de Carmen Salinas) en 2005, en donde se juntaron Aída Las Nais, Las Nacas, Sisi, Agüita y Bombocha, y Carmelo y Paul Yester.
Estos sketches son de 2000, 2003, 2005, 2006 y 2007.

## Premios y nominaciones

### Premios TVyNovelas

#### Premios y nominaciones a la producción del programa
| Año  | Categoría                 | Resultado |
| ---- | ------------------------- | --------- |
| 2007 | Mejor programa de comedia | Nominado  |
| 2006 | Mejor programa de comedia | Nominado  |
| 2005 | Mejor programa de comedia | Ganador   |
| 2004 | Mejor programa de comedia | Nominado  |

#### Premios y nominaciones a los actores cómicos
| Año  | Categoría                           | Persona                      | Resultado |
| ---- | ----------------------------------- | ---------------------------- | --------- |
| 2007 | Mejor estrella femenina de comedia  | Consuelo Duval               | Ganadora  |
| 2007 | Mejor estrella masculina de comedia | Adrián Uribe                 | Ganadores |
| 2003 | Mejor pareja de comediantes         | Adrián Uribe & Miguel Galván | Ganadores |
| 2002 | Mejor pareja de comediantes         | Adrián Uribe & Miguel Galván | Nominados |
| 2001 | Mejor actriz de comedia             | Consuelo Duval               | Ganadora  |